# لو جیانمینگ
لو جیانمینگ (انگلیسی: Luo Jianming؛ زادهٔ ۶ نوامبر ۱۹۶۹) وزنه‌بردار اهل چین بود.